# Norvellina clarivida
Norvellina clarivida är en insektsart som beskrevs av Van Duzee 1894. Norvellina clarivida ingår i släktet Norvellina och familjen dvärgstritar. Inga underarter finns listade i Catalogue of Life.